# Chanina (Tannait)
Chanina Segan ha-Kohanim (auch: Chananja; hebr. חנינא סגן הכהנים) war ein jüdischer Gelehrter des Altertums und gehörte zu den Tannaiten der 1. Generation (Zeitgenossen Hillels).
Er war Vorsteher der Priesterschaft, stellvertretender Hoherpriester (Segan ha-Kohanim) und wirkte auch noch in der Zeit nach 70 (Zerstörung des 2. Tempels). Er starb den Märtyrertod am 25. Siwan.
Laut Avot III, 2 hatte er gesagt: „Bete für die Wohlfahrt der Regierung, denn wäre nicht die Furcht vor ihr, so würde einer den andern lebendig verschlingen“.